# Вивиано, Эмилиано
Эмилиа́но Вивиа́но (итал. Emiliano Viviano; 1 декабря 1985, Фьезоле) — итальянский футболист, вратарь клуба «Асколи».

## Карьера

### Клубная
Вивиано — воспитанник «Фиорентины», но в профессиональном футболе дебютировал в составе «Чезены», находясь там на правах аренды. В следующем сезоне он вернулся в «Брешиа» и был в ней основным вратарем на протяжении четырёх сезонов. В январе 2009 контракт Вивиано выкупил «Интернационале», однако голкипер продолжил выступать за «Брешиа». 13 июля 2009 « Болонья» выкупила половину прав на футболиста (другая половина осталась у «Интера») за 3,5 миллиона €.
25 июня состоялся «слепой аукцион» между «Интером» и «Болоньей», в котором все права на Вивиано достались «Интеру». 31 августа 2011 года в рамках сделки между «Интером» и «Дженоа» по взаимному обмену игроками, стал игроком генуэзцев. При этом Вивиано и Юрай Куцка, который также стал частью данной сделки, в сезоне 2011/12 останутся играть в прежних клубах на правах аренды. 13 января 2012 года игрок подписал контракт с «Палермо» сроком до 30 июня 2016 года. 7 января 2019 года перешел в итальянскую Серию А, клуб «СПАЛ».

### В сборной
Вивиано играл за юношеские и молодёжные сборные Италии всех возрастов, принимал участие в летних Олимпийских играх 2008. Во взрослую сборную Италии он был впервые вызван 10 августа 2010 на матч против Кот-д’Ивуара. 7 сентября 2010 дебютировал за сборную в матче против Фарерских островов, в котором не пропустил ни одного гола. Вивиано был включен в расширенную заявку на чемпионат Европы 2012 года.

## Статистика
| Сезон   | Команда    | Турнир  | Турнир | Турнир | Турнир |
| Сезон   | Команда    | Турнир  | Матчей | Голов  |        |
| 2004/05 | Чезена     | Серия Б | 13     | −18    |        |
| 2005/06 | Брешиа     | Серия Б | 14     | −17    |        |
| 2006/07 | Брешиа     | Серия Б | 40     | −41    |        |
| 2007/08 | Брешиа     | Серия Б | 35     | −31    |        |
| 2008/09 | Брешиа     | Серия Б | 37     | −31    |        |
| 2009/10 | Болонья    | Серия А | 34     | −45    |        |
| 2010/11 | Болонья    | Серия А | 38     | −52    |        |
| 2011/12 | Палермо    | Серия А | 20     | −36    |        |
| 2012/13 | Фиорентина | Серия А | 16     | −18    |        |